# Quần vợt nữ

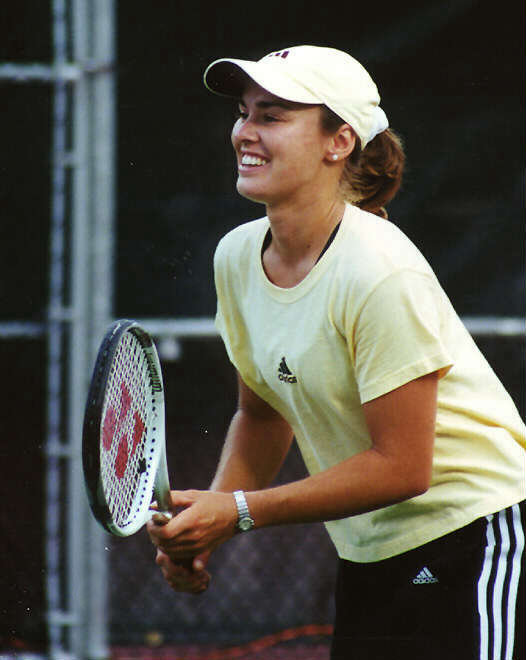
Nữ vận động viên quần vợt Martina Hingis

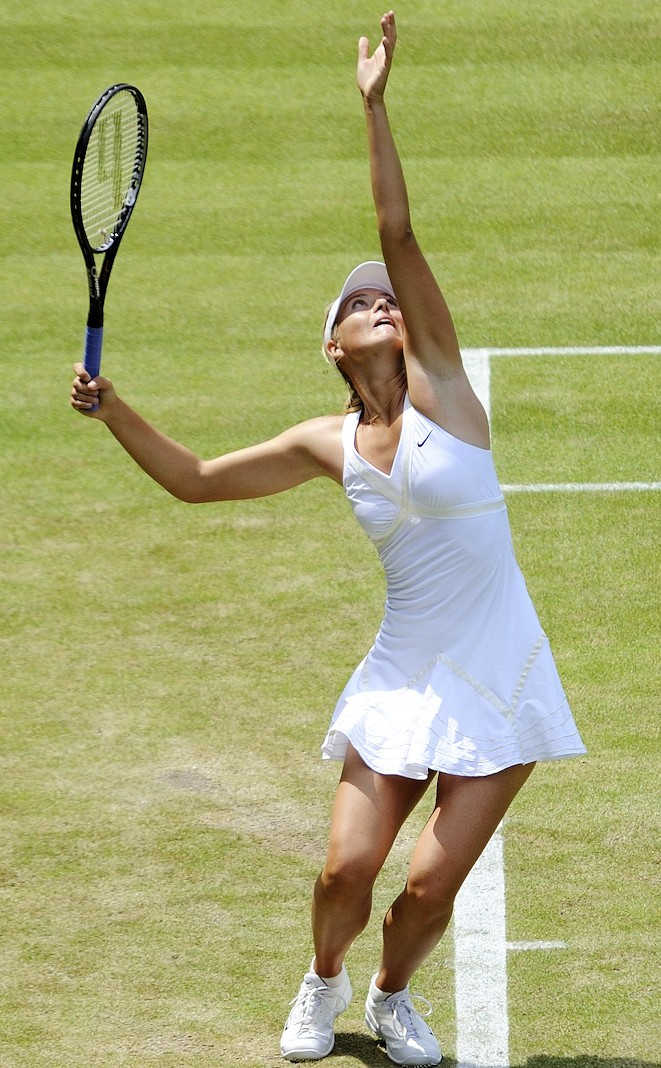
Maria Sharapova

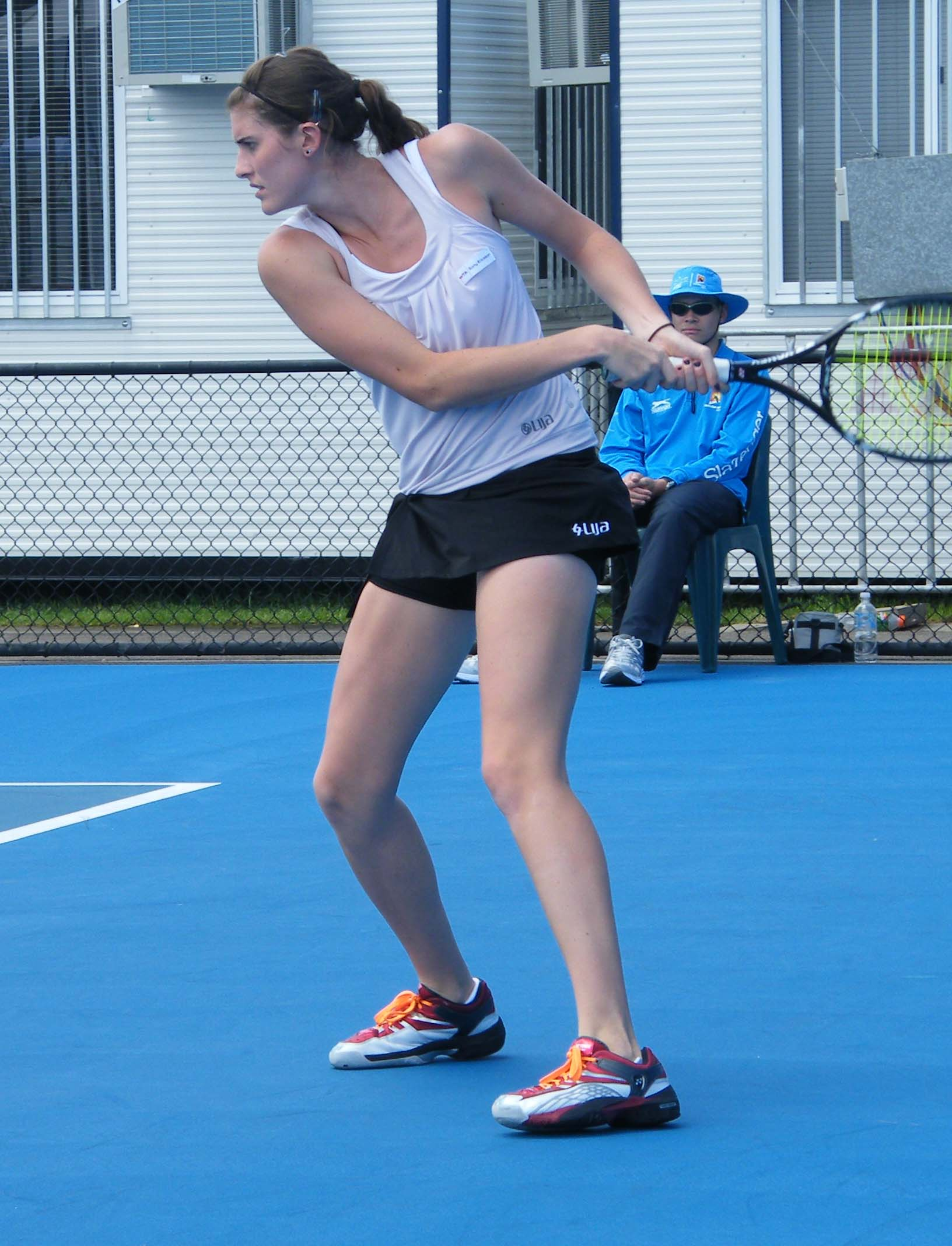
Tay vợt nữ Rebecca Marino

Quần vợt nữ (Women's tennis) là thể loại quần vợt dành cho nữ, đây là một trong những môn thể thao phổ biến nhất đối với các bộ môn dành cho giới nữ (thể thao nữ). Quần vợt là một trong số ít môn thể thao mà phái nữ đạt được danh tiếng và sự hâm mộ ngang ngữa với nam giới. Hiệp hội Quần vợt Nữ (Women's Tennis Association/WTA), được thành lập vào năm 1973 có trụ sở chính ở St. Petersburg, Florida là tổ chức của bộ môn quần vợt nữ chuyên nghiệp. Nội bộ quần vợt nữ đã ghi nhận nhiều điều tiếng, bao gồm cả các vụ lạm dụng tình dục từ các huấn luyện viên nam khi kèm cặp hướng dẫn. Những tay vợt nữ trong giới quần vợt đôi khi được mô tả là "kỳ thị người đồng tính" và "phân biệt giới tính".
Quần vợt nữ hiện diện từ Thế vận hội mùa hè đầu tiên vào năm 1900 tại Paris và năm 1908 tại Luân Đôn, nhưng nội dung thi đấu đôi nữ chỉ xuất hiện vào năm 1920 tại Thế vận hội Antwerp. Một trong những siêu sao đầu tiên của quần vợt nữ là Suzanne Lenglen, người sau sáu danh hiệu vô địch tại Giải vô địch Wimbledon và Internationaux de France đã rời bỏ sự nghiệp quần vợt nghiệp dư để dành được chuyến du đấu chuyên nghiệp đầu tiên ở Bắc Mỹ vào năm 1926–1927. Tuy nhiên, những tổ chức quần vợt nữ không thực sự được thành lập cho đến những năm 1960 và đặc biệt là với sự thành lập của Hiệp hội quần vợt nữ vào những năm 1970. Trong các trận đấu quần vợt nữ, trái bóng thường ít có độ nẩy và các trận đấu có xu hướng diễn ra nhiều hơn từ khu vực đường biên, những set thi đấu được thực hiện theo tốc độ và dự đoán mang tính chiến thuật hơn.